# Mancomunidad del Azud
La mancomunidad del Azud es una agrupación administrativa de municipios en la provincia de Salamanca, Castilla y León, España. 

## Municipios
- Calvarrasa de Abajo (Anejos: Amatos, Los Arenales, La Cabezuela y El Salinar)
- Machacón (Anejos: Francos Viejo y Nuevo Francos)
- Pelabravo (Anejos: Naharros del Río y Nuevo Naharros)
- Villagonzalo de Tormes (Anejos: Carpio-Bernardo, Castañeda, Matacán y Valdesantiago)

## Competencias
- Servicio de Abastecimiento de agua a domicilio.
- Servicio de recogida de residuos sólidos urbanos.
- Prestación de servicios de acción social.
- Servicio de asesoramiento técnico urbanístico.
- Servicios culturales y deportivos.
- Vertido y tratamiento de aguas residuales.
- Prevención y extinción de incendios.
- Promoción Turística y desarrollo económico.
- Protección de los recursos naturales.
- Fomento de empleo.
- Mejora de los servicios sanitarios.
- Servicio de mataderos.
- Mantenimiento de redes de alumbrado público, abastecimiento, alcantarillado y depuradora.
- Transportes.
- Protección y conservación de conjuntos y monumentos histórico-artísticos.
- Conservación, creación y mejora de caminos agrícolas (mejora de infraestructura viaria rural).
- Prestación de servicios de acción social
- Servicio de asesoramiento técnico urbanístico
- Servicios culturales y deportivos
- Vertido y tratamiento de aguas residuales
- Prevención y extinción de incendios
- Promoción Turística y desarrollo económico
- Protección de los recursos naturales
- Fomento del empleo
- Mejora de los servicios sanitarios (Ej. recogida de animales muertos, vísceras de animales, sangre).
- Servicio de mataderos
- Mantenimiento de redes de alumbrado público, abastecimiento, alcantarillado y depuradora.
- Transportes
- Protección y conservación de conjuntos y monumentos históricos-artísticos.
- Conservación, creación y mejora de caminos agrícolas (mejora de infraestructura viaria rural).